# Verdil
Verdil ist eine autochthone Weißweinsorte aus der Region Levante in Spanien. Die vom Aussterben bedrohte Sorte ist in den Weinbaugebieten Alicante, Valencia und Yecla zugelassen. Sie ergibt bei zeitiger Lese feinfruchtige Weine mit ausreichend hoher Säure (→ Säure (Wein)). Als Verschnittpartner in den Weißweinen der Region verleiht sie alkoholreichen Weine mehr Struktur. Sortenreine Weine eignen sich als Begleiter zu Fischgerichten oder zum Aperitif und sollten binnen eines Jahres nach der Abfüllung getrunken werden.
Eine kleine Gruppe von Winzern bemüht sich, die Sorte vor dem Verschwinden im gewerblichen Anbau zu retten. Zur Mitte der 1990er Jahre lag der Rebbestand bei nur noch 10 Hektar.
Siehe auch den Artikel Weinbau in Spanien sowie die Liste von Rebsorten.
Synonyme: Verdiel, Verdosillo

## Ampelographische Sortenmerkmale
In der Ampelographie wird der Habitus folgendermaßen beschrieben:
- Die mittelgroßen Blätter sind  meist fünflappig und stark gebuchtet (siehe auch den Artikel Blattform).
- Die Traube ist mittelgroß und dichtbeerig. Die rundlichen Beeren sind ebenfalls mittelgroß und von gold-gelber Farbe.

Sie ist eine Varietät der Edlen Weinrebe (Vitis vinifera). Sie besitzt zwittrige Blüten und ist somit selbstfruchtend. Beim Weinbau wird der ökonomische Nachteil vermieden, keinen Ertrag liefernde, männliche Pflanzen anbauen zu müssen.